# Juan Carlos Flores
Juan Carlos Flores Vega (* 29. července 1984, Saltillo, Coahuila) je mexický zpěvák a herec.

## Životopis
Narodil se roku 1984 v hlavním městě mexického státu Coahuila v Saltillo. O pár let později se společně s rodinou přestěhoval do Monterrey v Nuevo León, kde žije dodnes.
Již od mládí se pokoušel stát profesionálním hercem a tak navštěvoval divadlo a tanec. Do povědomí široké veřejnosti se dostal díky vystupování v mexické show Talentos. V roce 2002 nastoupil do školy Centro de Educación Artística, kterou o tři roky později úspěšně absolvoval.
Jeho první profesionální vystoupení v televizi jako herec se konalo v roce 2004, v telenovele Amy, la niña de la mochila azul. O čtyři roky později měl možnost zahrát si ve spolupráci s Walt Disney Pictures ve filmu Viva High School Musical Mexiko. Roku 2009 hrál roli Bruna v telenovele Camaleones., V listopadu téhož roku se jeho kapela přejmenovala na stejný název jako seriál, ve kterém vystupoval, tedy na Camaleones.

## Kariéra

### Film
- A sangre fría (1995)
- Viva High School Musical Mexiko (2008)
- Salvando al soldado Pérez (2010)

### Televize

#### Telenovely
- Amy, la niña de la mochila azul (2004)
- Misión S.O.S. (2004 - 2005)
- Rebelde (2004 - 2006)
- La esposa virgen (2005)
- La fea más bella (2006 - 2007)
- Muchachitas como tú (2007)
- Fuego en la sangre (2008)
- Camaleones (2009 - 2010)
- Rafaela (2011)

#### Seriály
- Los Simuladores - díl "Deja Vu" (2009)

### Divadlo
- Aladino y la lámpara maravillosa (Aladdin a báječná lampa)
- Juanito y las habichuelas mágicas (Jack a stonek fazole)
- Vaselina 2006
- Vaselina 2007
- Ellael
- Sueño de una noche de verano (Sen o letní noci)
- La conquista (Dobytí)
- Reprobados (Neúspěšný)
- Domingo siete
- La ópeta a tres centavos
- Siglo XX (Dvacáté století)
- Monólogos de Diván
- Ivvone Princesa de Borgoña (Ivvone princezna Burgundska)
- Tiernas puñaladas
- 7 pecados capitales (7 smrtelných hříchů)
- Raptola, Violola, Matola
- La Sociedad de los Poetas Muertos (Společnost mrtvých básníků)
- Espectáculo corporal: Sueño de una noche de verano
- Caramelitos amargos (Kyselé bonbóny)
- Ritos de guerra (Obřady války)